# Katastrofa lotu Aerofłot 51
Katastrofa lotu Aerofłot 51 – katastrofa lotnicza, która wydarzyła się 30 grudnia 1967 roku w Lipawie, położonej na południu Łotwy (wówczas Łotewskiej SRR). W wyniku katastrofy samolotu Antonow An-24B należącego do linii lotniczych Aerofłot, śmierć poniosły 44 osoby (41 pasażerów i 3 członków załogi) z 51 przebywających na pokładzie.

## Samolot
Samolot, który uległ katastrofie został wyprodukowany w 1966 i miał wylatane 1934 godziny. Feralnego dnia, lot nr 51 obsługiwała pięcioosobowa załoga. Kapitanem samolotu był Aleksandr Kostyrin, a drugim pilotem był Eduard Smirnow. 

## Wypadek
Samolot odbywał lot z Rygi do Lipawy. Maszyna wystartowała o godzinie 7:50. Podczas podchodzenia do lądowania, 4 kilometry od pasa startowego, załoga zorientowała się, że samolot leci zbyt wysoko dla bezpiecznego lądowania. Piloci zdecydowali się odejść na drugi krąg. Gdy zwiększyli obroty, prawy silnik stracił moc. Samolot zaczął spadać i uderzył brzuchem o pokryte grubą warstwą śniegu pole. Po odbiciu się od podłoża i przeleciawszy 140 metrów na niewielkiej wysokości, uderzył prawym skrzydłem o słup telefoniczny, tracąc trzymetrowy fragment skrzydła. Po uderzeniu maszyna przechyliła się o 40 stopni na prawą burtę, rozbiła na polu, 500 metrów od końca pasa startowego lotniska w Lipawie i stanęła w płomieniach. Pierwsi na pomoc poszkodowanym ruszyli mieszkańcy pobliskiego gospodarstwa. Katastrofę przeżyło 7 osób - pięciu pasażerów i dwóch członków załogi. 

## Przyczyna
Za przyczynę katastrofy uznano awarię silnika samolotu.
Do dziś jest to największa katastrofa lotnicza pod względem liczby ofiar w historii Łotwy.